# Poslednja sodba (Memling)
Poslednja sodba je triptih, pripisan staronizozemskemu slikarju Hansu Memlingu in je bil naslikan med letoma 1467 in 1471. Zdaj je v Narodnem muzeju v Gdansku na Poljskem. Naročil ga je Angelo Tani , agent  Medičejcev v Bruggeu, a ga je med prevozom na morju zajel Paul Beneke, gusar iz Danziga (sodobni Gdansk). Dolgotrajna tožba proti Hanseatski ligi je zahtevala njegovo vrnitev v Italijo. Bil je postavljen v baziliko Marijinega vnebovzetja, v 20. stoletju pa je bil preseljen na sedanjo lokacijo.

### Datacija
Osrednja tabla oltarne slike, naslikana z oljem in temperami na les, je velika 242 × 180 cm, obe krili pa merita 242 × 90 cm. Slika je bila verjetno narejena med letoma 1467 in 1471. Izvirnik je v Narodnem muzeju v Gdansku, kopija  pa v cerkvi sv. Marije v Gdansku.

## Opis
Na srednji tabli je Jezus kot sodnik sveta, ki sedi na mavrici (Rz 4,3). Lilija in meč sta levo in desno od njegovih ust, označujeta strani odrešenih in prekletih. Na desni strani kleči Marija, na levi Janez Krstnik z rdeče podloženim črnim plaščem nad krznenim oblačilom. Dvanajst apostolov je razporejenih v polkrogu. Pod Jezusom je nadangel Mihaelom, oborožen v pasu, kot tehtalec duš. Usoda prekletih je upodobljena na desni tabli. Hudiči jih zagrabijo, vlečejo jih v pekel. Na levi je sprejem blaženih v raj (nebeški Jeruzalem); pozdravi jih sveti Peter in jih spet oblečejo.
Na hrbtni strani obeh kril je upodobljen nadangel Mihael, ki se bori proti zmaju (hudiču), ki leži na tleh in okronana Marija z otrokom Jezusom. Obe figuri stojita na podstavkih in sta narejeni v tehniki grizaj. V spodnjem pasu obeh stranskih kril je donatorski par v črni in rdeči Angelo di Jacopo Tani, predstavnik bančne hiše Medičejcev v Bruggeu in njegova žena Caterina di Franceso Tangeli, vsak s svojim grbom.

## Pot do Gdanska
Triptih je naročil Angelo di Jacopo Tani (1415–1482) v Bruslju okoli leta 1467 za Michaelovo kapelo v Badia Fiesolana, ki so jo podarili Medičejci iz Fiesole. Tani je bil upravitelj Medičejske banke v Bruggeu od 1455 do 1460.  Ladjo, s katero naj bi triptih leta 1473 pripeljali v Firence, je kmalu po plovbi zajel pirat iz Gdanska, ladja Hanzeatske lige. Del nagrade, vključno s sliko, so prinesli v Gdansk. Cerkvi svete Marije ga je podaril Reinhold Niederhoff, takratni župan Gdanska, čeprav ga je poskušal vrniti zakoniti florentinski lastnik Tommaso Portinari. Kljub posredovanju Karla Drznega, takratnega vojvode Burgundije in papeža Siksta IV., so plen hranili v Gdansku. Mesto Brugges pa je Tommasu Portinariju plačalo odškodnino.